# Notyst Wielki
Notyst Wielki (niem. Gross Notisten) – osada w Polsce położona w województwie warmińsko-mazurskim, w powiecie mrągowskim, w gminie Mrągowo. W latach 1975–1998 miejscowość administracyjnie należała do województwa olsztyńskiego.
Nazwa wsi może pochodzić od imienia pruskiego Note.
Leży pomiędzy jeziorem Notyst (na zachodzie) i Jeziorem Ryńskiem (na wschodzie).

## Historia
W rejestrze czynszowym Notyst Wielki wzmiankowany jest już w 1422 roku. W 1444 r. wieś wzmiankowana jest jako dobra służebne, wielki mistrz Konrad von Erlichshausen nadał po 10 łanów (włók) na prawie magdeburskim, Pawłowi z Noltis (z Notystu) i Piotrowi Leistenerowi z Mrągowa, z obowiązkiem służby konnej w zbroi od każdego z nich. W tymże roku Paweł Russdorf zapisał 30 łanowy majątek lennikowi o polskim imieniu Jan. W 1480 r. 30 włók na prawie magdeburskim wielki mistrz Marcin Truchsess nadał Burkhardowi Pomianowi, wraz z młynem, jak też wyższe i niższe sądownictwo, zwalniając dożywotnio od płużnego i od pomocy przy budowie zamków. Obszar majątku rozpościerał się między rzeczką Jorką, łączącą jezioro Jorzec i Tałty, wsią Wejdyki oraz wsią Sądry. W dniu 13 kwietnia 1488 r. Matthes Mollner otrzymał przywilej na młyn, karczmę i dwie włóki gruntu. W tym czasie Notys Wielki był wsią mieszaną (majątkiem folwarczny i wieś chłopska). Jako wieś czynszowa występuje też po raz pierwszy w księdze czynszów Rynu w 1522 r., gdy komtur Rynu Faustyn von Weiblingen osadził tu sołtysa Augustyna sprzedając mu dwie włoki sołeckie na prawie chełmińskim. Sołtys miał zapewnić pełną obsadę wsi oraz pilnować dopełnienia szarwarku na rzecz zamku w Rynie, za co wolno mu było łowić ryby w jeziorze Notyście i hodować pszczoły w ogrodzie (miód miał odstawiać odpłatnie do Rynu).
W 1539 r. w Notyście było 19 zagród chłopskich i 6 zagrodników (głównie Polaków). W 1555 r. starosta Rynu Georg von Diebes sprzedał tutejszemu karczmarzowi Johannowi Krugerowi 4 włoki sołeckie na obszarze położonym na południowy zachód od Notystu Wielkiego, aby dokonał tam lokacji wsi czynszowej o nazwie Notyst Mały. W 1564 r. wieś posiadała 15 gospodarstw chłopskich na obszarze wynoszącym 34 włóki.
W 1719 r. aż 10 włók było pustych (leżały odłogiem). Funkcjonował młyn oraz dwie karczmy. Przed 1740 r. założono szkołę. W 1785 r. Notyst Wielki był wsią mieszaną z 33 domami. W końcu XVIII w. powstało 7 nowych zagród związanych z polskim osadnictwem (osiedlili się m.in. Nadollek, Bendsko, Schliza, Schliwa, Czerwanski). Po uwłaszczeniu na początku XIX w. liczba zagród wzrosła. W 1822 r. było tu 134 mieszkańców, w 1838 r. – 151 mieszkańców i 24 domy. W 1849 r. we wsi było 182 mieszkańców i 29 budynków mieszkalnych. W 1870 r. Notyst zamieszkiwało 165 osób.
W 1907 r. Notyst Wielki i Notyst Dolny stanowiły jeden majątek o powierzchni 492,17 ha, którego właścicielami byli M. Enoch i A. Brunn (dwór jednak był w Notyście Dolnym). W majątku istniały: gorzelnia, młyn wodny i wiatrak, zajmowano się hodowlą koni i bydła. W 1928 r. Notyst Wielki określono jako wieś i wybudowanie, liczące łącznie 165 mieszkańców. W 1939 r. było tu 101 mieszkańców. W dniu 25 stycznia 1945 r. mieszkańcy zbiegli przed zbliżającym się frontem.
Po 1945 r. we wsi utworzono PGR. W 1973 r. Notyst Wielki należał do sołectwa Notyst Mały.